# Dharma

Symbol dharmy uprostřed indické vlajky

Dharma (sanskrt: धर्म; pálijsky धम्म, dhamma; tibetsky ལྷ་ཆོས, čhö) je indický nábožensko-filosofický termín, odvozený od sanskrtského slovního kořene dhri, znamenající „způsob bytí“. Termínu má být porozuměno v jeho metafyzickém významu, což je soulad s božským nebo tvořivým principem činným v individuu nebo v přírodě. Představuje individuální vnitřní zákon, který „musí“ být následován, jestliže individuální život má být v souladu s přírodními zákony a univerzální podstatou bytí. Dharma je slovo užívané ve dvou významech – ve významu nauky a ve významu jevů.

## Dharma ve významu nauka
Dharma – volně překládáno jako zákon nebo cesta, je pojem používaný v dálnovýchodních náboženstvích. Jedná se o:
1. cestu k univerzální pravdě
2. univerzální pravdu samotnou
3. způsob života vedoucí k minimální akumulaci karmy

Slovo dharma je používáno ve většině, respektive všech filozofiích a náboženstvích indického původu (tzv. dharmová náboženství), zejména hinduismu (Sanátana Dharma), buddhismu a džinismu. Ve své nejstarší podobě, dharmam, se poprvé objevilo ve Védách. Je obtížné poskytnout stručnou definici dharmy, vývoj pojmu má za sebou dlouhou a pestrou historii a je mu přisuzován rozsáhlý soubor významů a interpretací od spravedlnosti až po náboženství.
V buddhismu se pojem dharma překládá jako „jak se věci mají“, či „způsob, jak věci existují/fungují“ a označují nauky Buddhy Šákjamuniho (přibližně 563 př. n. l. – 484 př. n. l.) I když sám Buddha Šákjamuni nic nenapsal, jeho žáci posbírali a sepsali všechna jeho učení. Slovem dharma se tak označuje všech jeho 84 000 nauk.
Dharma se dá dělit podle různých úrovní a pohledů. Klasické dělení je na Vináju, Sútry, Abhidharmu a buddhistickou Tantru, přičemž každá z těchto skupin obsahuje 21 000 nauk Buddhy Šákjamuniho. Jiné dělení dharmy je na Hínajánu, Mahájánu a Vadžrajánu.

## Dharma ve významu jevů
Sanskrtské slovo dharma je odvozeno ze slovního kořene dhar („nést“) a označuje v buddhismu jevy nesoucí skutečnost. Dharma, nebo také dharmy se proto nejčastěji překládají jako jevy, někdy nepřesně jako atomy. Nauka o dharmách je pokusem odvodit poslední principy všeho existujícího. Mnoho indických systémů usilovalo o výčet takových principů, na nichž je založeno všechno existující: džinisté hovořili o džívovi jako trvalé podstatě, filosofie sánkhja učila dualitu prahmoty a věčné duchovní monády, pro šramanu Adžitu Kešakembalu byly posledními skutečnostmi jedině materiální prvky. V upanišadách se jako jediný prvotní princip objevuje Brahman, který vytvořil svět a bytosti.

### Různé interpretacedharem
Buddha odmítal jakoukoli spekulativní interpretaci světa. Podle něho i tento pojem vychází z přímého pozorování skutečnosti. Buddha nepřijímal závěry, které by nebyly ověřitelné přímým pozorováním. Podle toho vychází buddhistická analýza skutečnosti z bezprostředního pozorování s cílem vnímat poslední principy jako skutečnosti působící za jevy, které označuje jako dharmy. Dharmy jsou skutečnosti, které při analytickém pozorování světa jevů již nejsou dále rozložitelné. Živé bytosti, jejichž funkce jako tělo, vnímání a cítění jsou rozdílné, nejsou proto dharmy. Ani složené věci z přírody a lidské produkce nejsou dharmy, nýbrž výsledky spolupůsobení různých dharem. Jen to, co nelze odvodit z něčeho jiného, se nazývá dharma.

### Skupinydharem
Ve své analýze člověka rozlišuje Buddha pět skupin dharem, doslova houfů (skandha): tělo, pociťování, vnímání, volní činnost (sanskára) a vědomí. Zatímco tělo je rozložitelné na čtyři živly/dharmy – zemi (pevné skupenství), vodu (tekuté skupenství), oheň (teplo) a vzduch (pohyb) – nelze například u dharmy vědomí, schopnosti vnímání, rozpoznat další složky.

### Bezpodstatnostdharem
Každá dharma je podle Buddhy bezpodstatná (anátman). Anátman je negace átmana. Naopak v upanišadách se jako átman označuje věčná monáda v každé živé bytosti, identická s Brahmanem. Kdyby dharmy měly podstatu, jednalo by se o konečné jevy. Tento pojem by tím zastupoval něco, co se skládá samo ze sebe, existuje nezávisle na něčem jiném a je tedy absolutní. Ačkoli dharmy jsou poslední poznatelné principy, nemají takovou absolutní existenci, ale jsou bezpodstatné (anátman). Každá dharma je ve svém trvání závislá na jiných dharmách. Také vysvobození (nirvána) je skutečnost, již nelze analyzovat, je tedy dharmou. Avšak na rozdíl od ostatních dharem, je nirvána nepodmíněná a nezávislá.
(pozn.: pojmy jsou uváděny v sanskrtu, není-li uvedeno jinak)